# Vielle-Adour
Vielle-Adour is een gemeente in het Franse departement Hautes-Pyrénées (regio Occitanie) en telt 422 inwoners (1999). De plaats maakt deel uit van het arrondissement Tarbes.

## Geografie
De oppervlakte van Vielle-Adour bedraagt 5,8 km², de bevolkingsdichtheid is 72,8 inwoners per km².

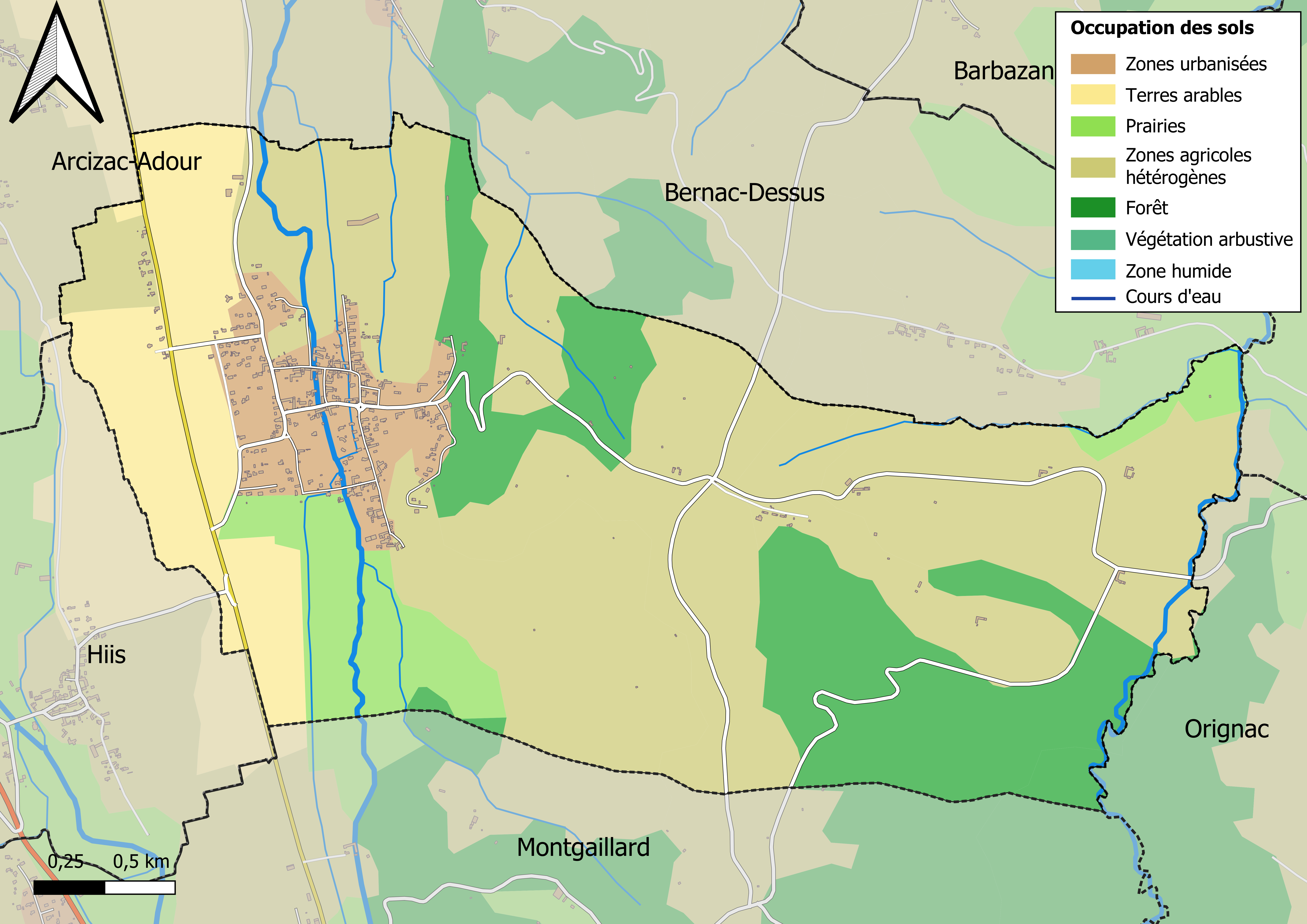
Kaart van de gemeente met belangrijkste infrastructuur, bodemgebruik en omliggende gemeenten

## Demografie
Onderstaande figuur toont het verloop van het inwonertal (bron: INSEE-tellingen).